# Borys Wosnyzkyj

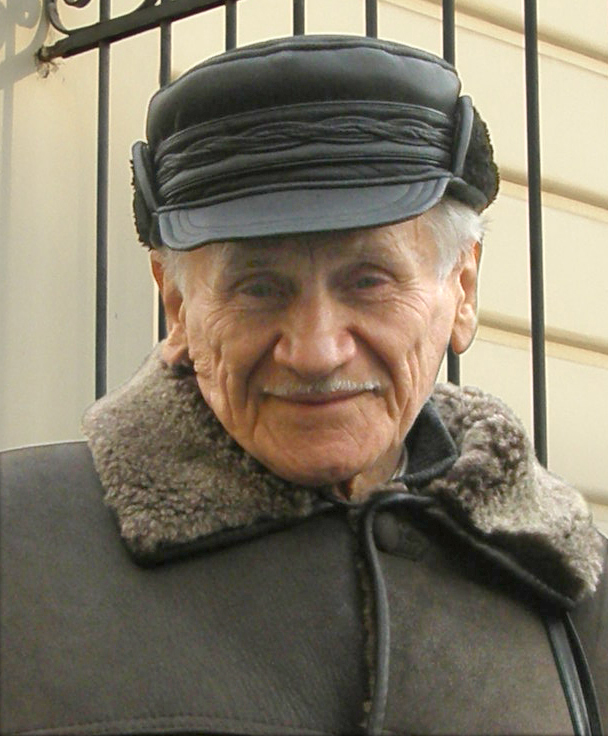
Borys Wosnyzkyj 2008

Borys Hryhorowytsch Wosnyzkyj (ukrainisch Бори́с Григо́рович Возни́цький; * 16. April 1926 in Ulbarów, Woiwodschaft Wolhynien, Zweite Polnische Republik; † 23. Mai 2012 bei Kurowytschi, Oblast Lwiw, Ukraine) war ein ukrainischer Kunsthistoriker und Direktor der Nationalen Kunstgalerie Lwiw.

## Leben
Borys Wosnyzkyj kam im damals zu Polen zählenden Dorf Ulbarów, dem heutigen Nahirne im Rajon Dubno der ukrainischen Oblast Riwne zur Welt.
Zwischen  1950 und 1955 studierte er an der Hochschule für angewandte Kunst in Lwiw und von 1956 bis 1960 an der Fakultät für „Kunstgeschichte und -theorie“ am Leningrader Institut für Malerei, Bildhauerei und Architektur.
Im Anschluss an sein Studium war er bis 1962 stellvertretender Direktor des Wissenschaftlichen Museums der ukrainischen Kunst.
Seit 1962 war er Direktor der Lwiwer Kunstgalerie, die sich seit dem 4. Februar 1998 Nationale Kunstgalerie Lwiw nennen darf.
2006 wurde er Akademiemitglied der Nationalen Akademie der Bildenden Künste und Architektur.
Zudem war er Präsident des ukrainischen Nationalkomitees des International Council of Museums und Autor zahlreicher Bücher.
Wosnyzkyj kam 86-jährig, nachdem er während einer Autofahrt nahe Kurowytschi im Rajon Solotschiw einen  Herzinfarkt erlitt und in den Gegenverkehr geriet, ums Leben. Er wurde in Lwiw auf dem Lytschakiwski-Friedhof beerdigt.

## Ehrungen
Borys Wosnyzkyj erhielt zahlreiche Orden und Ehrungen. Darunter:
- 2005 Held der Ukraine[2]
- 2004 Orden Polonia Restituta (Komtur)[2]
- 2001 Ukrainischer Verdienstorden 2. Klasse[2]
- 1998 Ehrendoktor der Krakauer Pädagogischen Akademie[2]
- 1996 Ukrainischer Verdienstorden 3. Klasse[2]
- 1990 Taras-Schewtschenko-Preis[4]
- 1985 Orden des Vaterländischen Krieges 2. Klasse[2]
- 1984 Verdienter der polnischen Kultur
- 1972 Verdienter der Ukraine[2]
- 1945 Tapferkeitsmedaille der Sowjetunion

Außerdem ist er Ehrenbürger der Stadt Lwiw. Am 12. April 2013 wurde die Nationale Kunstgalerie Lwiw, deren langjähriger Direktor er war, zu seinen Ehren nach ihm benannt.